# Hans Christian Hansen

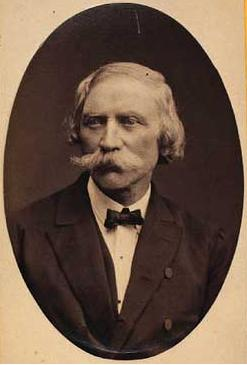
Hans Christian Hansen

Hans Christian Hansen (* 20. April 1803 in Kopenhagen, Dänemark; † 2. Mai 1883 in Wien, Österreich) war ein dänischer Baumeister.

## Leben
Er war das älteste von sechs Kindern des Violinisten und Versicherungsangestellten Rasmus Hansen Braathen (1774–1824) aus Eiker (Buskerud, Norwegen) und der Sophie Elisabeth Jensen aus Nyboder bei Kopenhagen. Sein Bruder war der Architekt Theophil von Hansen (1813–1891). Hansen heiratete 1857 Theresia Verbiz (1831–1889) aus Präwald in der Krain, Tochter des Mathias Vebiz und der Maria Waj.
Zu Hansens Vorbildern zählte der nicht mit ihm verwandte Landsmann Christian Frederik Hansen, der bedeutendste von der römisch-antiken Architektur beeinflusste Vorreiter des klassizistischen Stils im nördlichen Europa. Hansen orientierte sich allerdings, wie auch sein Bruder Theophil, mehr an der griechischen Antike und baute sogar in Athen selbst. Er war der Hofarchitekt des griechischen Königs Otto (1815–1867).
Gemeinsam mit seinem Architekten-Kollegen Eduard Schaubert (1804–1860) baute er im Auftrag des Archäologen und Konservators Ludwig Ross (1806–1859) in den 1830er Jahren den Niketempel auf der Akropolis wieder auf. Zu seinen wichtigsten Bauwerken gehören das Hauptgebäude der Universität Athen (Bauzeit 1839–1864), das Lloydarsenal in Triest (1853–1861) sowie in Kopenhagen das Stadtkrankenhaus (1859–1863) und das Zoologische Museum (1863–1869).
Hansen war, wie später auch sein Bruder Theophil, Professor an der Königlich Dänischen Kunstakademie.
Obwohl bei einem Besuch seines Bruders 1883 in Wien verstorben, wurde Hansen in Dänemark bestattet.

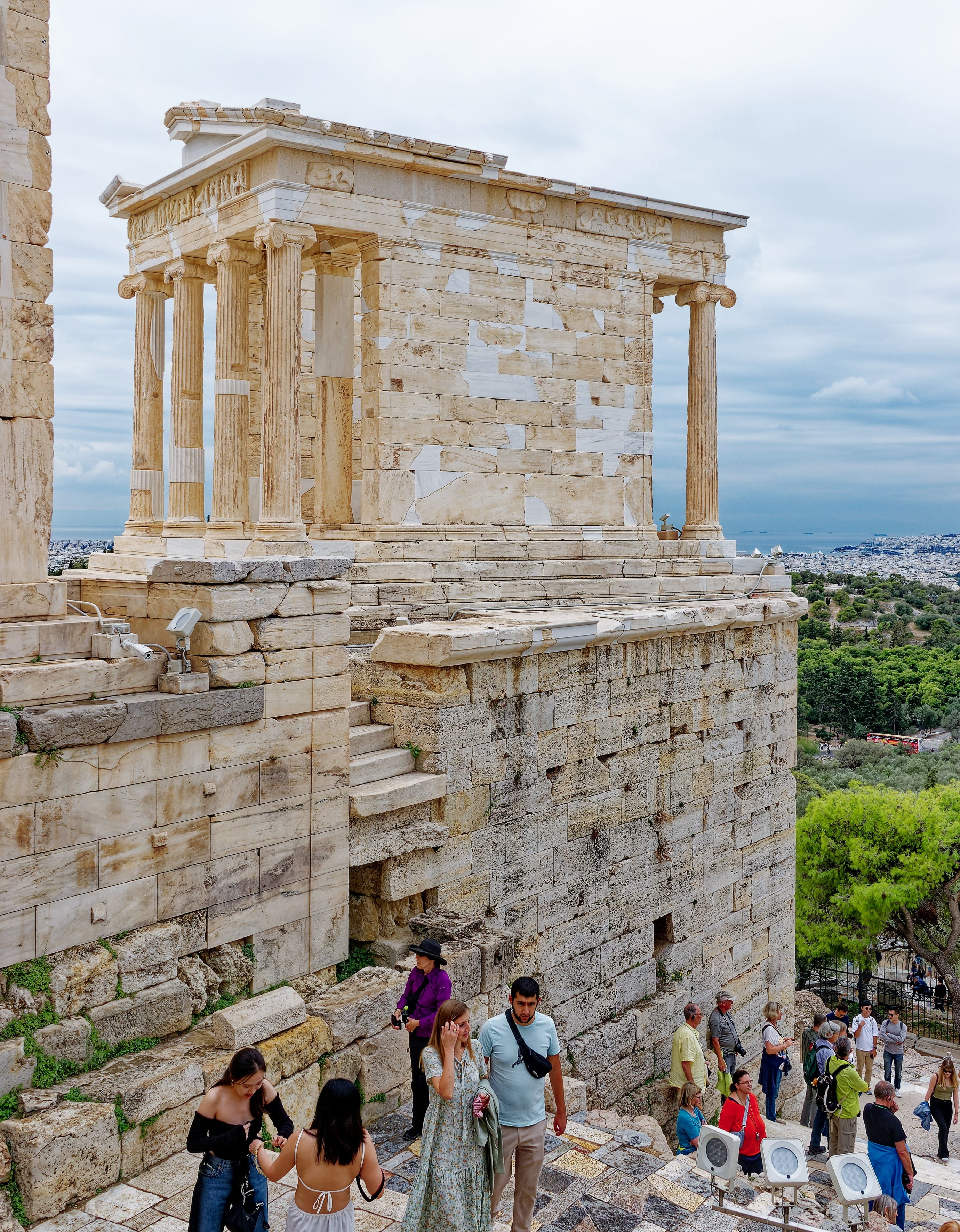
Niketempel auf der Akropolis
Universität Athen
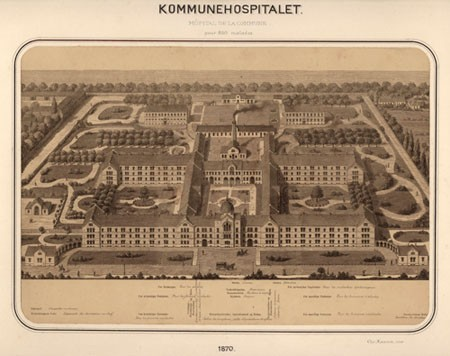
Stadtkrankenhaus Kopenhagen